# Menabrea (bryggeri)
 For alternative betydninger, se Menabrea. (Se også artikler, som begynder med Menabrea)
Menabrea (Birra Menabrea) er et italiensk bryggeri og bryggerisammenslutning etableret i 1846 i Biella i Piemonte. I dag er Franco Thedy direktør og 5. generation i bryggeriet.
Selve bryggeriet ligger i Biella i det nordlige Italien, nærmere betegnet Piemonte.
I 2013 producerede bryggeriet ca. 100.000 hektoliter øl.
Menabrea har brygget øl på vand fra den nærliggende Monte Rosa gletsjer siden 1846 og kendte for deres høje kvalitet af korn og humle samt lange bryggetid.
Det eksporteres til omkring 20 lande - I Danmark importeres og distribueres Menabrea af Ølagenterne.

## Produktvarianter
Anno 2014 er produktet er tilgængeligt i Danmark og kan fås i fem varianter:
- Menabrea Bionda – pale lager med 4,7 % alkohol – pilsnertype [2]
- Menabrea Ambrata – lager med 5 % alkohol – pilsnertype [3]
- Menabrea Doppio Malto – bock med 6, 5 % alkohol [4]
- Menabra Ale – dobbelt ale med 7,5 % alkohol [5]
- Menabrea Christmas Beer – mild aletype med 5,2 % alkohol [6]

## Fodnoter
1. ↑  Navnet er anført på engelsk og stammer fra Wikidata hvor navnet endnu ikke findes på dansk.
2. ↑  Menabrea Bionda (Webside ikke længere tilgængelig)
3. ↑  "Menabrea Ambrata". Arkiveret fra originalen 21. februar 2014. Hentet 16. februar 2014.
4. ↑  "Menabrea Doppio Malto". Arkiveret fra originalen 21. februar 2014. Hentet 16. februar 2014.
5. ↑  Menabra Ale (Webside ikke længere tilgængelig)
6. ↑  "Menabrea Christmas Beer". Arkiveret fra originalen 21. februar 2014. Hentet 16. februar 2014.